# Ulrike Maier
Ulrike Maier, avstrijska alpska smučarka, * 22. oktober 1967, Rauris, Avstrija, † 29. januar 1994, Murnau, Nemčija.
Ulrike Maier je nastopila na zimskih olimpijskih igrah v letih 1988 v Calgaryju in 1992 v Albertvillu. Na igrah leta 1988 je osvojila šesto mesto v veleslalomu in deseto v slalomu, leta 1992 pa četrto v veleslalomu in peto v superveleslalomu. Na svetovnih prvenstvih je osvojila naslov prvakinje v superveleslalomu v letih 1989 in 1991, ko je postala tudi podprvakinja v slalomu. V svetovnem pokalu je dosegla 21 uvrstitev na stopničke in pet zmag, od tega tri v veleslalomu in dve v superveleslalomu. 29. januarja 1994 se je smrtno ponesrečila na smuku v Garmisch-Partenkirchnu, ko je padla pri 105 km/h in pri tem utrpela zlom vratu. Poškodbam je podlegla v bližnji bolnišnici v Murnauju.
Leta 1989 je bila izbrana za avstrijsko športnico leta.

## Svetovni pokal

### Posamične zmage
| Datum             | Prizorišče        | Disciplina      |
| ----------------- | ----------------- | --------------- |
| 28. november 1992 | Park City         | Veleslalom      |
| 13. december 1992 | Vail              | Superveleslalom |
| 16. januar 1993   | Cortina d'Ampezzo | Superveleslalom |
| 27. november 1993 | Santa Caterina    | Veleslalom      |
| 21. januar 1994   | Maribor           | Veleslalom      |